# Lijst van voetbalinterlands Jemen - Noord-Korea
Deze lijst van voetbalinterlands is een overzicht van alle officiële voetbalwedstrijden tussen de nationale teams van Jemen en Noord-Korea. De landen speelden tot op heden vijf keer tegen elkaar. De eerste ontmoeting, een kwalificatiewedstrijd voor het Wereldkampioenschap voetbal 2006, werd gespeeld in Pyongyang op 13 oktober 2003. Het laatste duel, een kwalificatiewedstrijd voor het Wereldkampioenschap voetbal 2018, vond plaats op 13 oktober 2015 in de Noord-Koreaanse hoofdstad.

## Wedstrijden
| № | Plaats    | Datum            | Competitie           | Wedstrijd           | Uitslag |
| - | --------- | ---------------- | -------------------- | ------------------- | ------- |
| 1 | Pyongyang | 13 oktober 2003  | WK 2006 kwalificatie | Noord-Korea − Jemen | 2 − 1   |
| 2 | Sanaa     | 18 februari 2004 | WK 2006 kwalificatie | Jemen − Noord-Korea | 1 − 1   |
| 3 | Aden      | 10 november 2010 | Vriendschappelijk    | Jemen − Noord-Korea | 1 − 1   |
| 4 | Doha      | 11 juni 2015     | WK 2018 kwalificatie | Jemen − Noord-Korea | 0 − 3   |
| 5 | Pyongyang | 13 oktober 2015  | WK 2018 kwalificatie | Noord-Korea − Jemen | 1 − 0   |

## Samenvatting
| Competitie        | Totaal gespeeld | Winst Jemen | Gelijk | Winst Noord-Korea | Doelsaldo Jemen – Noord-Korea |
| ----------------- | --------------- | ----------- | ------ | ----------------- | ----------------------------- |
| WK-kwalificatie   | 4               | 0           | 1      | 3                 | 2 − 7                         |
| Vriendschappelijk | 1               | 0           | 1      | 0                 | 1 − 1                         |
| Totaal            | 5               | 0           | 2      | 3                 | 3 − 8                         |

YFA · A-internationals
1984 – 1989 · 
1990 – 1999 · 
2000 – 2009 · 
2010 – 2019 ·
2020 − 2029
Bahrein ·
Bangladesh ·
Bhutan ·
Brunei ·
Cambodja ·
China ·
Comoren ·
Djibouti ·
Egypte ·
Eritrea ·
Ethiopië ·
Filipijnen ·
Finland ·
Hongkong ·
India ·
Indonesië ·
Irak ·
Iran ·
Japan ·
Jordanië ·
Kenia ·
Kirgizië ·
Koeweit ·
Libanon ·
Libië ·
Malawi ·
Malediven ·
Maleisië ·
Marokko ·
Mauritanië ·
Mongolië ·
Nepal ·
Noord-Korea ·
Oeganda ·
Oezbekistan ·
Oman ·
Pakistan ·
Palestina ·
Qatar ·
Saoedi-Arabië ·
Singapore ·
Soedan ·
Sri Lanka ·
Syrië ·
Tadzjikistan ·
Tanzania ·
Thailand ·
Tsjaad ·
Turkmenistan ·
Verenigde Arabische Emiraten ·
Vietnam ·
Zambia ·
Zuid-Korea
DPR Korean Football Association · A-internationals · Selecties · Bondscoaches · Noord-Koreaans vrouwenelftal · Noord-Korea U21 · Noord-Korea U20 · Noord-Korea U19 · Noord-Korea U18 · Noord-Korea U17
1959 – 1969 · 
1970 – 1979 · 
1980 – 1989 · 
1990 – 1999 · 
2000 – 2009 · 
2010 – 2019
AC 1980 ·
AC 1992 ·
AC 2011 ·
AC 2015
WK 1966 ·
WK 2010
OS 1964 ·
OS 1976
1959 ·
1960 ·
1961–1964 · 
1965 ·
1966 ·
1967–1972 · 
1973 ·
1974 ·
1975 ·
1976 ·
1977 · 
1978 ·
1979 ·
1980 ·
1981 ·
1982 ·
1983–1984 · 
1985 ·
1986 ·
1987 · 
1988 ·
1989 ·
1990 ·
1991 ·
1992 ·
1993 ·
1994–1997 · 
1998 ·
1999 ·
2000 ·
2001 ·
2002 ·
2003 ·
2004 ·
2005 ·
2006 · 
2007 ·
2008 ·
2009 ·
2010 ·
2011 ·
2012 ·
2013 ·
2014 ·
2015 ·
2016 ·
2017
Afghanistan ·
Australië · 
Bahrein · 
Bangladesh · 
Bolivia · 
Brazilië · 
Bulgarije ·
Burkina Faso ·
Cambodja · 
Canada · 
Chili · 
China · 
Congo-Brazzaville · 
Egypte · 
Filipijnen · 
Finland · 
Griekenland · 
Guam · 
Guinee ·
Hongkong · 
India · 
Indonesië · 
Irak · 
Iran · 
Italië · 
Ivoorkust · 
Japan · 
Jemen · 
Jordanië · 
Kazachstan · 
Kirgizië · 
Koeweit · 
Letland · 
Libanon · 
Macau · 
Maleisië · 
Mali · 
Mexico · 
Mongolië · 
Myanmar · 
Nepal · 
Nigeria · 
Noorwegen · 
Oezbekistan · 
Oman · 
Pakistan ·
Palestina · 
Paraguay ·
Polen · 
Portugal · 
Qatar · 
Saoedi-Arabië · 
Singapore · 
Sovjet-Unie · 
Sri Lanka · 
Syrië · 
Tadzjikistan · 
Taiwan · 
Thailand · 
Turkmenistan · 
Venezuela · 
Verenigde Arabische Emiraten · 
Verenigde Staten · 
Vietnam · 
Zambia · 
Zuid-Afrika · 
Zuid-Korea · 
Zweden
Ivoorkust (2010) ·